# 稿树下水库
稿树下水库，也作槁树下水库，位于广东省博罗县罗阳镇境内，是东江右岸支流稿树下水上的一座中型水库。1958年10月开工，1962年6月竣工蓄水。水库控制流域面积39平方千米，总库容3090万立方米。主坝为均质土坝，最大坝高42.5米，坝顶长260米。水库以防洪、灌溉、供水为主，兼顾发电河养殖。水库保护耕地面积1067公顷、15万人口和324国道、广惠高速公路。水库灌溉耕地面积1067公顷，日供水1万立方米。坝后电站装机容量640千瓦，设计年发电量210万千瓦时。